# Человек Омега
«Человек Омега» (англ. The Omega Man) — американский фантастический постапокалиптический фильм 1971 год, поставленный режиссёром Борисом Сагалом по роману Ричарда Мэтисона «Я — легенда». Премьера фильма состоялась 1 августа 1971 года.

## Сюжет
Действие происходит в Лос-Анджелесе в 1977 году, спустя 2 года после бактериологической войны между Советским Союзом и Китаем. В результате войны по планете разнеслась болезнь, вызываемая бактериями, и унёсшая жизни большинства населения Земли. Единственным оставшимся в городе в живых является военный врач, полковник армии США Роберт Невилль, живущий в центре в укреплённом доме и обладающий иммунитетом к болезни в результате введённой вакцины.
Кроме Невилля, в городе обитают и другие люди, поражённые болезнью и полностью изменившиеся психически под её действием. Они стали альбиносами, страдающими светобоязнью, склонные к жестокости фанатичные сектанты, образовавшие своё сообщество и называющие себя «Семьёй». Лидером Семьи является Джонатан Матиас, бывший известный ведущий теленовостей. Члены Семьи считают, что война и биозаражение произошли по вине науки, и поэтому придерживается луддитских взглядов.
Доктор Нэвилль всё это время занимается тем, что днём разъезжает по городу, выискивая спрятавшихся членов Семьи и убивая их, попутно пополняя свои запасы, а ночью отбивается от атак Семьи и проводит опыты по получению вакцины от болезни. Устроив Роберту Невиллю ловушку, Семья захватывает его. От казни доктора спасает небольшая группа людей, которая, будучи заражена, обладает повышенной сопротивляемостью болезни. Их положение неустойчиво, так как они всё равно рискуют заболеть. Нэвилль помогает этим людям, создав вакцину и вылечив одного из них, парня по имени Ричи.
Ричи отправляется к членам Семьи, чтобы сообщить им новость о создании вакцины и о возможности спасения. Но сектанты его убивают и начинают охоту на Невилля. Тем временем у Лизы, сестры Ричи, происходит рецидив болезни, и она присоединяется к Семье. Семья вместе с Матиасом и Лизой проникают в дом Невилля и захватывают доктора. Невилль, взяв Лизу и вакцину, сбегает, получив тяжёлое ранение. Умирающий доктор передаёт вакцину и девушку оставшимся членам группы незаражённых, которые уезжают из города. Возможно, у человечества есть ещё шанс на спасение.

## В ролях
| Актёр          | Роль            |
| -------------- | --------------- |
| Чарлтон Хестон | Роберт Невилль  |
| Энтони Зербе   | Джонатан Матиас |